# 24SevenOffice
24SevenOffice en un sistema que contiene herramientas de Planificación de recursos de la empresa (Enterprise resource planning (ERP) y de Manejo de relación de clientes (Customer relation management (CRM) para pequeñas y medianas empresas, el sistema es utilizado en demanda a través de una interfaz basada en la web (Software como un servicio). El sistema incluye módulos para : CRM, Contabilidad, Facturación y pedidos, correo electrónico, calendario, Administración de documentos y proyectos, Herramientas de publicación Web y comercio electrónico.
La aplicación utiliza HTML, JavaScript, CSS y XML. La técnica Ajax es utilizada en todo el sistema para hacer la interfaz de usuario más rápida.

## Reconocimiento
24SevenOffice ha ganado muchas distinciones incluyendo "Sello de la Excelencia" en CeBIT y ‘Producto del año 2005’ por Kapital, una popular revista noruega.

## Compañía
La compañía tiene oficinas en Oslo y Skien (Noruega), Estocolmo (Suecia) y Londres (Reino Unido). La compañía tiene alrededor de 1000 clientes (a enero de 2006). La compañía está listada en el mercado de acciones OTC en Noruega.
La compañía es el principal patrocindor del Campeón Mundial de Rally Petter Solberg.
Su principal competidor es NetSuite, el cual es un conjunto similar de aplicaciones de negocios basadas en la web. Otros competidores con aplicaciones basadas en la web incluye Salesforce.com, SkynetERP.com, SugarCRM y QuickBOoks Online. Competidores con soluciones software tradicionales son SAP Business One y Siebel.

## Historia
La compañía fue fundada en 1996 en Prosgrunn (Noruega) por Stian Rustad.
En febrero de 2005 24SevenOffice compró la empresa competidora Start and Run la cual estaba establecida en Suecia, con esto se añadieron 400 clientes a la compañía y la entrada al mercado sueco.
En el 2006 la compañía inició sociedad con el proveedor de servicios de Internet más grande de Europa, Active24, y con la compañía de telecomunciaciones noruega, Telenor.